# Roberto Balado
Roberto Balado Méndez (Jovellanos, 15 februari 1969 – Havana, 2 juli 1994) was een Cubaans bokser. Hij werd olympisch kampioen in de superzwaargewichtklasse op de Olympische Spelen van 1992. Ook won hij drie keer het wereldkampioenschap boksen. Hij was een van de favorieten voor de Spelen van 1996 maar stierf op 25-jarige leeftijd in een auto-ongeluk.

## Erelijst

### Olympische Spelen
- 1992 in Barcelona, Spanje (+ 91 kg)

### Wereldkampioenschappen
- 1989 in Moskou, Rusland (+ 91 kg)
- 1991 in Sydney, Australië (+ 91 kg)
- 1993 in Tampere, Finland (+ 91 kg)

### Pan-Amerikaanse Spelen
- 1991 in Havana, Cuba (+ 91 kg)

1984: Tyrell Biggs ·
1988: Lennox Lewis ·
1992: Roberto Balado ·
1996: Volodymyr Klytsjko ·
2000: Audley Harrison ·
2004: Aleksandr Povetkin ·
2008: Roberto Cammarelle ·
2012: Anthony Joshua ·
2016: Tony Yoka ·
2020: Bahodir Jalolov ·
2024: Bahodir Jalolov